# La Guásima, Jalisco
La Guásima är en ort i Mexiko.   Den ligger i kommunen Villa Guerrero och delstaten Jalisco, i den centrala delen av landet, 600 km nordväst om huvudstaden Mexico City. La Guásima ligger 1 211 meter över havet och antalet invånare är 117.
Terrängen runt La Guásima är huvudsakligen lite bergig. La Guásima ligger nere i en dal. Runt La Guásima är det mycket glesbefolkat, med 6 invånare per kvadratkilometer. Närmaste större samhälle är San Lorenzo de Atzqueltán, 8,6 km söder om La Guásima. I omgivningarna runt La Guásima växer huvudsakligen savannskog.